# 洪有丰
洪有丰（1893年—1963年1月27日），字范五，安徽绩溪人，中国图书馆学家，曾任国立清华大学图书馆主任，南京大学图书馆馆长，华东师范大学图书馆馆长等职务。